# To Serve Man
To Serve Man è il primo album in studio del gruppo musicale statunitense Cattle Decapitation, pubblicato il 30 luglio 2002 dalla Metal Blade Records.

## Tracce
1. Testicular Manslaughter – 2:50
2. I Eat Your Skin – 1:54
3. Writhe in Putrescence – 3:16
4. Land of the Severed Meatus – 2:22
5. The Regurgitation of Corpses – 2:02
6. Everyone Deserves to Die – 2:36
7. To Serve Man – 3:07
8. Colonic Villus Biopsy Performed on the Gastro-intestinally Incapable – 2:56
9. Pedeadstrians – 3:26
10. Long-Pig Chef and the Hairless Goat – 2:09
11. Hypogastric Combustion by C-4 Plastique – 2:36
12. Deadmeal – 2:34
13. Chunk Blower – 3:06

## Formazione
- Travis Ryan – voce
- Josh Elmore – chitarra
- Troy Oftedal – basso
- David Astor – batteria